# Pikku Hirvijärvi
Pikku Hirvijärvi är en sjö i Övertorneå kommun i Norrbotten och ingår i Sangisälvens huvudavrinningsområde.